# Monlezun
Monlezun é uma comuna francesa na região administrativa de Occitânia, no departamento de Gers. Estende-se por uma área de 17,35 km². Em 2010 a comuna tinha 199 habitantes (densidade: 11,5 hab./km²).